# جورج المشاركة
جورج المشاركة (بالإنجليزية: George Post (painter))‏ (و. 1906 – 1997 م)هو رسام من الولايات المتحدة الأمريكية . ولد في أوكلاند، كاليفورنيا .
توفي في سان فرانسيسكو .